# Horlogerie érotique
L'horlogerie érotique recouvre l'utilisation d'ornements ou d'animation automatique à caractère érotique, voire pornographique, dans le domaine horloger : horloges, pendules, montres.

## Réalisations modernes
La réalisation de montres érotiques a été relancée dans les années 1990 par Blancpain. L'entreprise Ulysse Nardin propose depuis les années 2010 plusieurs montres-bracelet dotées d'animations automatiques pornographique jouant aussi le rôle de répétition minute. Ces deux marques se situent dans le segment de la haute horlogerie, ces montres sont donc produites en très petit nombre et vendues à des prix très élevés.[passage promotionnel]